# Cetinjer Zeitung
Die Cetinjer Zeitung war eine deutschsprachige Tageszeitung mit Redaktionssitz in Cetinje (Montenegro). Sie wurde vom K.u.K. Militär-Generalgouvernement in Montenegro zwischen August 1916 und Oktober 1918 während der Besetzung Montenegros im Ersten Weltkrieg herausgegeben.
Folgend der Erstausgabe der Cetinjer Zeitung wurde neben der deutschsprachigen Ausgabe auch eine kroatischsprachige Ausgabe publiziert. Zudem plante die Redaktion 1916 die Ausgabe einer ungarischen und einer albanischen Ausgabe. Nach eigenen Angaben lag der Schwerpunkt der Cetinjer Zeitung in einem amtlichen Teil mit Kundmachungen und Verlautbarungen der Militärverwaltung sowie einem nichtamtlichen Teil, der Meldungen aller Art und auch Nachrichten aus dem „feindlichen“ Ausland umfasste.